# Paul-André Meyer
Paul-André Meyer   (Boulogne-Billancourt, 21 d'agost de 1934 - Estrasburg, 30 de gener de 2003) va ser un matemàtic francès.

## Vida i Obra
Meyer va néixer en una família de comerciants de cognom Meyerowicz que, posteriorment, va canviar per Meyer. Quan tenia sis anys, el 1940, en començar l'ocupació de França pel règim nazi, la família va emigrar a Sud-amèrica i es va establir a Buenos Aires fins que van retornar a França el 1946. A Buenos Aires va ser escolaritzat al Liceu Francés, però va adquirir un gran domini del castellà que va conservar tota la seva vida. De retorn a París el 1946, va cursar els estudis secundaris al Liceu Janson-de-Sailly, en el qual es va graduar el 1952. Després de dos anys preparant l'ingrés a les grandes écoles, el 1954 es va matricular a l'École Normale Supérieure on va obtenir l'agregattion el 1958. El 1960 va obtenir el doctorat amb una tesi sobre els processos de Markov dirigida per Jacques Deny.
El 1964 es va establir amb la seva família a Estrasburg on va ser professor de la universitat i cap de recerca del CNRS. El 1967 va crear a Estrasburg el Séminaire de Probabilités del qual Springer Verlag publicava cada any els seus treballs i que es va convertir en un referent mundial en teoria de la probabilitat.
Meyer va ser un gran melòman i un excel·lent flautista que tocava en família, ja que dues de les seves filles van ser músics professionals. A més, era un apassionat dels idiomes, dominant-ne una desena. La seva profunda espiritualitat el va portar a retirar-se totalment de la recerca el 1994 per aprendre hindi, bengalí i sànscrit per poder traduir el Kathamrita de Mahendranath Gupta, projecte que va concloure poc abans de la seva mort el 2004.
Meyer va publicar més de dues centes obres científiques en el camp de la teoria de la probabilitat i, més concretament, sobre processos estocàstics. Entre elles destaca el seu tractat en cinc volums, escrit conjuntament amb Claude Dellacherie, Probabilités et Potentiel publicat entre 1975 i 1992. A ell se li deu la introducció del concepte de semimartingala.